# Carlos Santana (político)
Carlos Augusto Alves Santana, ou apenas Carlos Santana (Vila Velha, 25 de maio de 1961) é um político e sindicalista brasileiro filado ao Partido dos Trabalhadores. Foi presidente do Sindicato dos Ferroviários do Rio de Janeiro. Foi deputado federal pelo estado do Rio de Janeiro entre 1991 e 2011, não conseguindo ser reeleito em 2010.
Possui graduação em Licenciatura Plena em História - Faculdades Integradas Simonsen (2013). Possui Pós stricto sensu em História da África.(2014). Possui Doutorado em História Comparada na Universidade Federal do Estado do Rio de Janeiro no Programa de História Comparada. 2015/2018. Leciona História do Direito na Universidade Cândido Mendes Unidade Santa Cruz Rio de Janeiro, RJ.
Bacharel em Direito pela Universidade Cândido Mendes e aprovado no XXXIX Exame da OAB, estando habilitado para advogar a partir de 2023. 